# Madagaskarplanen
Madagaskarplanen var ett förslag som innebar att Europas judar skulle deporteras till den dåvarande franska kolonin Madagaskar. Under slutet av 1930-talet delade flera ledande nazister idén att genomföra deportationen, bland annat Julius Streicher, Hermann Göring, Alfred Rosenberg, Hans Frank, Joachim von Ribbentrop och Hjalmar Schacht, men planen övergavs i början av 1940-talet.
Frågan undersöktes av den Andra polska republiken våren 1937.